# Miletino
Miletino (makedonsky: Милетино, albánsky: Miletina) je vesnice v Severní Makedonii. Nachází se v opštině Brvenica v Položském regionu.

## Geografie
Vesnice Miletino se nachází na úpatí hory Suva Gora, v blízkosti řeky Vardar. Sousedí s vesnicemi Čelopek a Blace.

## Demografie
Podle záznamů Vasila Kančova zde v roce 1900 žilo 335 obyvatel, z toho 200 byli Makedonci a 135 Albánci.
Podle sčítání lidu z roku 2002 žije ve vesnici 1 986 obyvatel, etnické skupiny jsou:
- Albánci – 1 336
- Makedonci – 642
- Srbové – 2
- ostatní – 6

| Rok          | 1900 | 1948 | 1953  | 1961  | 1971  | 1981  | 1994  | 2002  |
| ------------ | ---- | ---- | ----- | ----- | ----- | ----- | ----- | ----- |
| Obyvatelstvo | 335  | 1310 | 1 397 | 1 498 | 1 609 | 1 820 | 1 786 | 1 986 |